# Valentino Grant
Valentino Grant (Roma, 21 aprile 1964) è un manager e politico italiano, europarlamentare dal 2019.

## Biografia
Fino al 2005 è stato vicedirettore generale di Polaroid Italia. È presidente della Banca di Credito Cooperativo di Casagiove.
Nel 2019 entra nel consiglio di amministrazione di Cassa depositi e prestiti, che abbandona a metà 2020 dopo essere stato eletto al Parlamento Europeo.

### Attività politica
In vista delle elezioni politiche del 2018, fa campagna elettorale per la Lega sul territorio della Campania per conto di Raffaele Volpi, presidente del movimento (che si sciolse quell'anno) Noi con Salvini.
Alle elezioni europee del 26 maggio 2019 viene candidato nella circoscrizione meridionale con la Lega ed eletto europarlamentare con 37.000 preferenze, raccolte principalmente a Caserta.
Nel gennaio 2021 viene nominato da Matteo Salvini coordinatore regionale della Lega in Campania, succedendo a Nicola Molteni. Nel novembre 2023 viene sostituito da Claudio Durigon così da potersi concentrare sulla ricandidatura alle europee del giugno seguente.
È considerato politicamente vicinissimo a Giancarlo Giorgetti.
Alle elezioni europee del 2024 si ricandida nella circoscrizione meridionale in terza posizione.
Con oltre 9.000 preferenze raccolte non è rieletto.